# Katarzyna Jaszewska
Katarzyna Jaszewska (née Sielicka le 6 décembre 1981 à Łódź) est une ancienne joueuse de volley-ball polonaise. Elle mesure 1,82 m et jouait au poste de réceptionneuse-attaquante. Elle a mis un terme à sa carrière de volleyeuse professionnelle en 2018.

## Clubs
| Club                   | De        | À         |
| ---------------------- | --------- | --------- |
| ŁKS Łódź               |           | 1997-1998 |
| Nike Węgrów            | 1998-1999 | 1999-2000 |
| SSK Calisia Kalisz     | 2000-2001 | 2004-2005 |
| BKS Stal Bielsko-Biała | 2005-2006 | 2007-2008 |
| Budowlani Łódź         | 2008-2009 | 2009-2010 |
| Impel Wrocław          | 2010-2011 | 2012-2013 |
| ŁKS Łódź               | 2013-2014 | 2017-2018 |

## Palmarès
- Championnat de Pologne
  - Vainqueur : 2005.
  - Finaliste : 2004, 2018.
- Coupe de Pologne
  - Vainqueur : 2006.
  - Finaliste : 2018.